# Forteresse de Novo Brdo
La forteresse de Novo Brdo (en serbe cyrillique : Тврђава Ново Брдо ; en serbe latin : Tvrđava Novo Brdo) est une forteresse de Serbie située au Kosovo. Elle est située près de la ville de Novobërdë/Novo Brdo, dans le district de Pristina (Kosovo) ou dans le district de Kosovo Construite dans la seconde moitié du XIVe siècle, elle est inscrite sur la liste des monuments culturels d'importance exceptionnelle de la République du Kosovo .

## Emplacement
La forteresse de Novo Brdo se trouve à 20 km à l'est de Pristina et à une trentaine de kilomètres de Gjilan/Gnjilane. Elle est construite sur une hauteur située à 1 124 m, dans la partie orientale de la Mala planina et dominant une courbe formée par les rivières Prilepnica, Novobrdska reka et Kriva reka, trois affluents de la Binačka Morava.

## Histoire

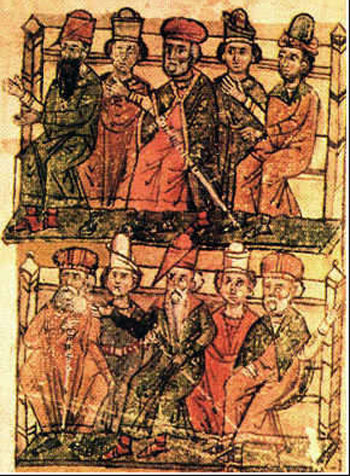
Illustration du code minier de Stefan Lazarević ; ce code a été rédigé à Novo Brdo en 1412

La forteresse a été édifiée au XIVe siècle, pour protéger un riche ensemble minier d'où l'on extrayait du fer, du plomb, de l'argent et de l'or ; vers le milieu du siècle, cette mine devint la plus importante de Serbie, battant même sa propre monnaie d'argent. La mine atteignit son apogée sous le despote serbe Đurađ Branković (1427-1456), qui, au fil du temps, en retira 50 000, 120 000 et 200 000 ducats d'or. La défense de ces mines était également assurée par les forteresses de Prizrenac et de Prilepac, qui surveillaient le sud de la vallée de la Binačka Morava.

## Site
La forteresse de Novo Brdo est constituée de deux grands ensembles, la forteresse haute et la forteresse basse. La Forteresse haute (en serbe : Gornji Grad) se présente sous la forme d'un hexagone dont un côté serait aplati à l'est. Cette partie orientale forme elle-même un rectangle avec quatre tours à chaque angle. La ville haute, orientée nord-sud, mesure 50 m de long sur 45 m de large. La forteresse basse (Donji Grad) constitue une ville fortifiée et se présente comme un quadrilatère allongé de 185 m sur 95 m.

### Tours
La forteresse de Novo Brdo compte 8 tours, dont deux situées dans la forteresse basse.

### Portes
La forteresse dispose de trois portes, dont une dans la ville haute et deux dans la ville basse.

### Églises
La forteresse de Novo Brdo abrite 7 églises orthodoxes et 2 églises catholiques.